# Агилар, Роса
Хоаки́на Ро́са Агила́р Риве́ро (исп. Joaquina Rosa Aguilar Rivero; род. 7 июля 1957, Кордова) — испанский политик. Беспартийная, бывший член партии «Объединённые левые», близка к ИСРП. В 1999—2009 годах занимала должность мэра Кордовы от партии «Объединённых левых». С 21 октября 2010 по декабрь 2011 года находилась в должности министра охраны окружающей среды в кабинете Сапатеро.

## Биография
В 1974—1980 годах Роса Агилар изучала юриспруденцию в Университетском колледже Кордовы и Севильском университете. В 1974 году вступила в Коммунистическую партию Испании, которая в то время во франкистской Испании ещё находилась под запретом. В 1978 году после легализации партии в ходе демократизации страны Роса Агилар вступила в профсоюз «Рабочие комиссии». По окончании учёбы работала в юридическом отделе профсоюза, затем в 1985 году вместе с несколькими коллегами организовала адвокатскую контору, специализировавшуюся в торговом, трудовом и семейном праве.
После слияния Коммунистической партии Испании с «Объединёнными левыми» в 1987 году Агилар была избрана в городской совет Кордовы и покинула адвокатскую контору. В городском совете Агилар проработала до 1991 года. В 1990—1993 годах Роса Агилар состояла депутатом в региональном парламенте Андалусии. На выборах в испанский парламент 1993 года Агилар прошла в Конгресс депутатов и сохраняла за собой кресло депутата до парламентских выборов 2000 года. В 1999 году в результате коалиционного соглашения между «Объединёнными левыми» и ИСРП Агилар получила должность мэра Кордовы. Благодаря своим успехам на коммунальных выборах Агилар стала одним из наиболее известных лиц своей партии. В правлении партии она отвечала за ведомственные связи и относилась к умеренному крылу, но тем не менее выступала с критикой политики партии, в том числе по вопросу коалиционных соглашений с баскскими националистами, и была единственной в своей партии, кто выражал поддержку существующей в Испании форме правления — парламентской монархии. После провала партии на выборах в испанский парламент в 2008 году Агилар считалась одной из наиболее вероятных кандидатур на пост главы партии, но отказалась от этой возможности в партийной карьере во избежание конфликтов с левым крылом партии и сохранила за собой пост секретаря по ведомственным связям.
23 апреля 2009 года Агилар внезапно вышла из партии, чтобы в качестве независимого политика вступить в должность министра общественного строительства и транспорта в правительстве Андалусии, сформированном ИСРП. 21 октября 2010 года Агилар была назначена министром окружающей среды в правительстве Сапатеро и сменила на этой должности Елену Эспиносу.